# パウル・ヴィルヘルム・フォン・ヴュルテンベルク
パウル・ヴィルヘルム・フォン・ヴュルテンベルク（Paul Wilhelm, Herzog von Württemberg, 1797年6月25日 - 1860年11月25日）は、ヴュルテンベルク家の一員である。博物学者として知られ、19世紀始め、北アメリカや北アフリカの探検を行った事で知られる。

## 生涯
ヴュルテンベルク公オイゲンと、シュトルベルク＝ゲーデルン侯女ルイーゼの間の5番目の子で末子であった。全名はフリードリヒ・パウル・ヴィルヘルム（Friedrich Paul Wilhelm）。1822年から1824年の間、最初の主要な探検旅行としてキューバと北アメリカへ旅した。ヴュルテンベルクは、訪れた場所の自然や民族について詳細に記録した日記を残し、同行した画家が風景や動植物の絵を残した。1827年4月にトゥルン・ウント・タクシス侯カール・アレクサンダーとメクレンブルク＝シュトレーリッツ公女テレーゼ夫妻の娘マリア・ゾフィア（トゥルン・ウント・タクシス侯マクシミリアン・カールの姉）と結婚し、息子マクシミリアンをもうけるが1835年に離婚した。
特に南北アメリカの研究に従事し、西部アメリカを探検した時には、ショーショーニー族インディアンの女性のサカガウィアの息子でガイドのシャルボノー（Jean Baptiste Charbonneau）と知り合った。ヴュルテンベルクの探検隊は5ヶ月間、アッパーミズーリに留まり、交易所やインディアンの部族を訪れ、多くの科学的な資料を集めた。ミシシッピ川とミズーリ川の源流を訪れた探険家の一人となった。
1850年代の終わりには、テキサス州のシスターデールに入植した学者のオットマー・フォン・ベーアを訪ね、1855年にニューブローンフェルズに入植した画家のCarl G. von Iwonskiをたずねた。
バート・メルゲントハイムの宮殿に膨大な科学コレクションを作り上げた。これらのコレクションは現在はシュトゥットガルトのシュロス・ローゼンシュタイン博物館（Schloss Rosenstein Museum）などに保存されている。

## 子女
トゥルン・ウント・タクシス侯女マリア・ゾフィアとの間に一男をもうけた。
- ヴィルヘルム・フェルディナント・マクシミリアン・カール（ドイツ語版）（1828年 - 1888年）- ヘルミーネ・ツー・シャウムブルク＝リッペ（シャウムブルク＝リッペ侯アドルフ1世ゲオルクの長女）と結婚

## 著作
- Friedrich Paul Wilhelm Herzog von Württemberg: Reise in Nordamerica während den Jahren 1822, 1823 und 1824. Erster Theil. Mergentheim [Druckerei Johann Georg Thomm] 1828.
- Paul Wilhelm Herzog von Württemberg: Erste Reise nach dem nördlichen Amerika in den Jahren 1822 bis 1824. Stuttgart und Tübingen 1835.